# Soyouz T-15
Ne doit pas être confondu avec T15.
Soyouz T-15 était une mission spatiale habitée à destination des stations spatiales Mir et Saliout 7.
C'est la première mission d'occupation de la station Mir et la dernière de Saliout 7.
Cette mission est la seule de toute l'histoire de l'astronautique au cours de laquelle un équipage séjourne dans deux stations spatiales différentes, qui plus est à deux reprises concernant la seconde.

## Équipage
- Leonid Kizim (3)
- Vladimir Solovyov (2)
- Aleksandr Viktorenko (0) remplaçant
- Aleksandr Aleksandrov (1) remplaçant

## Paramètres de la mission
- Masse: 6850 kg
- Périgée: 331 km
- Apogée: 366 km
- Inclinaison: 51.6°
- Période: 91.5 minutes

## Objectifs
L'équipage a pour première mission de mettre en service la station Mir, mise sur orbite trois semaines plus tôt.
Il doit ensuite se rendre dans Saliout 7, l'ancienne station, et rapatrier 400kg de matériel à bord de Mir.

## Déroulement
Le 15 mars 1986, Leonid Kizim et Vladimir Soloviov sont les toutes premières personnes à rejoindre Mir (il y en aura 104 en tout) et ils y demeurent une cinquantaine de jours. Ils mettent alors les différents systèmes en marche et prennent un soin particulier à les vérifier. Ils déchargent également deux vaisseaux cargos, venus ravitailler la station : tout d'abord Progress 25, qui s'est amarré peu après leur arrivée, puis Progress 26, fin avril.
Le 5 mai, ils quittent Mir pour rallier Saliout 7 après un transit d'une journée. Pendant 51 jours, ils collectent 400 kg d'équipements scientifiques qui doivent être rapatriés à bord de Mir. Pendant leur absence, Mir est visitée par un vaisseau Soyouz d'un nouveau type : le Soyouz-TM. Envoyé sans équipage, il y reste amarré pendant 6 jours, du 23 au 29 mai, l'objectif étant tout simplement de tester son fonctionnement.
Le 26 juin, Kizim et Soloviov viennent s'amarrer à Mir pour y débarquer vingt instruments venus de Saliout, dont un spectromètre multi-canaux. Ce deuxième séjour est plus bref que le précédent (seulement 20 jours) et également plus calme car les deux hommes consacrent alors essentiellement leur temps à observer la Terre.
Le 16 juillet, ils quittent la station, la laissant alors inoccupée pour une période qui va durer plus de six mois. Leur vol aura duré un peu plus de quatre mois. Kizim, dont c'était la troisième mission, devient alors le premier homme à totaliser plus d'une année de séjour dans l'espace : 375 jours.